# Niellé
Niellé  est une ville , commune et sous-préfecture du nord de la Côte d'Ivoire dans le département de Ouangolodougou. Cette ville est située à 150 km au nord de la ville de Korhogo et à 30 km de la frontière avec le Mali par la voie internationale A3. Le nom Niellé signifie cloche en Sénoufo. Elle a été fondée par des chasseurs, qui attachaient des cloches aux arbres de baobab. Ceci leur permettait de s'orienter lorsque ces cloches étaient agitées par le vent. C'est ainsi qu'ils ont décidé de fonder un village dans cette zone de chasse et le nommer "n'guelé" qui est la prononciation originale.
Soungari, Naman et Kossah sont les fondateurs des hameaux qui ont donné naissance à Niellé. 
Wanogo est celui qui a réuni les hameaux existants pour donner le
Nom de Nguelé (aujourd’hui NIELLÉ).

## Administration
| Période   | Identité               | Parti    | Qualité                 | Statut |
| --------- | ---------------------- | -------- | ----------------------- | ------ |
| 1986-1990 | Tiangbo Jules OUATTARA | PDCI-RDA | Enseignant              |        |
| 1990-1995 | Tiangbo Jules OUATTARA | PDCI-RDA | Enseignant              |        |
| 1995-2001 | Zana François OUATTARA | PDCI-RDA | Enseignant              |        |
| 2001-2013 | Mamadou SANOGO         | RDR      | Commerçant              |        |
| 2013-2015 | Seguena OUATTARA       | RDR      | Ingénieur Informaticien |        |
| 2015      | Alassane OUATTARA      | RHDP     | Ingénieur Généraliste   |        |